# Poecilosomella annulitibia
Poecilosomella annulitibia är en tvåvingeart som beskrevs av Deeming 1969. Poecilosomella annulitibia ingår i släktet Poecilosomella och familjen hoppflugor.
Artens utbredningsområde är Nepal. Inga underarter finns listade i Catalogue of Life.